# Dodge Wayfarer
Der Dodge Wayfarer war ein PKW der zur Chrysler Corporation gehörenden Automobilmarke Dodge in Detroit, der als ein Nachfolger des Dodge Deluxe im Februar 1949 vorgestellt wurde.
Der Wagen hatte – wie seine Schwestermodelle Meadowbrook, und Coronet – einen seitengesteuerten Sechszylinder-Reihenmotor mit 3769 cm³, der 103 bhp (76 kW) bei 3600/min. leistete. Der Radstand des Fahrgestells betrug 2921 mm. Als Aufbauten wurden eine 2-türige Limousine, ein 2-türiges Coupé und ein 2-türiger Roadster (= Cabriolet) geliefert. Alle Karosserien waren in der neuen, modischen Pontonform gehalten. Mit wenigen Änderungen, vor allen Dingen am Kühlergrill, wurden die Modelle bis 1952 hergestellt. Im Modelljahr 1952 fiel der Roadster weg.
Als im November 1952 die Dodge-Modelle für das Modelljahr 1953 vorgestellt wurden, war der Wayfarer in der Modellreihe Meadowbrook aufgegangen. In vier Jahren waren 217.643 Stück entstanden.